# Groß Quenstedt
Groß Quenstedt là một đô thị thuộc huyện Harz, bang Sachsen-Anhalt, Đức. Đô thị Groß Quenstedt có diện tích 15,65 km², dân số thời điểm ngày 31 tháng 12 năm 2006 là 1013 người.